# Jeni Perillo
Jennifer „Jeni“ Helena Kerr (geborene Perillo) ist eine US-amerikanische Schauspielerin.

## Leben
Ihre erste Rolle in einer Fernsehserie hatte sie 2010 in Vampire Diaries in der Rolle der Bethanne in insgesamt zwei Episoden. Es folgten Besetzungen in zwei Kurzfilmen und einem Fernsehfilm. 2012 war sie in einer Episode der Fernsehserie Nashville zu sehen. In den nächsten Jahren folgten Rollen in zwei Kurzfilmen und in dem Film Da Sweet Blood of Jesus. In der Mini-Fernsehserie Come Back Kings wird sie in den Credits erstmals als Jeni Kerr geführt.
Perillo ist mit Pilan Kerr verheiratet.

## Filmografie
- 2010: Vampire Diaries (Fernsehserie, 2 Episoden)
- 2011: Party Girl (Kurzfilm)
- 2011: Da Brick (Fernsehfilm)
- 2012: Faith (Kurzfilm)
- 2012: Nashville (Fernsehserie, Episode 1x03)
- 2012: Any Heartbreak (Kurzfilm)
- 2014: Da Sweet Blood of Jesus
- 2014: Two Days in Harlem (Kurzfilm)
- 2015: Come Back Kings (Mini-Fernsehserie)